# Ignacy Warmiński
Ignacy Warmiński (ur. 25 czerwca 1850 w Sierakowie, zm. 19 maja 1909 we Wrocławiu) – polski duchowny katolicki i historyk, profesor seminarium duchownego.

## Życiorys
Jego rodzicami byli Edward Warmiński, nauczyciel ludowy i kasjer oraz Barbara z domu Tuszyńska. Od 1859 do 1869 roku uczęszczał do gimnazjum Marii Magdaleny w Poznaniu. W 1869 roku otrzymał świadectwo maturalne i w Poznaniu oraz Gnieźnie był studentem seminarium duchownego. Otrzymał święcenia kapłańskie i w 1873 roku został w Buku wikarym. W okresie kulturkampfu został skazany na pół roku więzienia, ponieważ nie uiścił nałożonej na niego kary pieniężnej. W 1874 roku wyszedł z więzienia w Grodzisku i udał się do Innsbrucku studiować teologię i filozofię. W 1877 roku zdał egzamin i otrzymał tytuł doktora, a następnie studiował przez rok w Lowanium. Był w Galicji od 1878 do 1886 roku, początkowo w Ropie, a następnie przebywał w Krakowie od 1879 roku obejmując w Seminarium Puerorum xx Misjonarzy stanowisko profesora języka hebrajskiego i teologii. W roku 1886 został sprowadzony do Gniezna przez biskupa Edwarda Likowskiego, który w seminarium powierzył mu urząd wiceregensa i profesora dogmatyki. Do Poznania przyjechał w 1889 roku obejmując tam stanowisko profesora dogmatyki i historii. Prałat od 1897 roku. Piastował również urząd egzaminatora prosynodalnego i fiskała. Członek Poznańskiego Towarzystwa Przyjaciół Nauk od 1894 roku, a po pewnym czasie został członkiem zarządu. Redaktor „Roczników PTPN” od 1897 roku i również jego członek honorowy.
Zmarł we Wrocławiu 19 maja 1909 roku, a pochowany został w Poznaniu na cmentarzu Św. Małgorzaty na Śródce. Swój majątek zapisał na rzecz PTPN i Towarzystwa Pomocy Naukowej.
Jego hobby była historia Polski, Kościoła polskiego i literatura. W 1906 wydał nagrodzoną przez Akademię Umiejętności monografię Andrzej Samuel i Jan Seklucyan, a w roku 1908 Kilka nowych kart z życia Andrzeja Frycza zwanego Modrzewskim. Pozostawił w rękopisie nie dokończoną Historię Akademii Lubrańskiego, materiały do dziejów tej akademii do końca XVIII wieku, materiały do historii seminarium poznańskiego w XIX wieku, materiały i notatki dotyczące wybitnych postaci Poznania XVI wieku i inne.